# Диборид тантала
Дибори́д танта́ла — бинарное неорганическое соединение металла тантала и бора с формулой TaB2,
серые кристаллы,
не растворимые в воде.

## Получение
- Электролиз при 1000°С расплава смеси оксида тантала(V), бората натрия и фторидов натрия, кальция и магния с последующим растворением шихты в разбавленной азотной кислоте.

## Физические свойства
Диборид тантала образует серые кристаллы.
Не растворяется в воде.
Хорошо проводит электрический ток.

## Другие соединения
- Известны бориды тантала другого состава: TaB, Ta2B, Ta3B2, Ta3B4.